# 华创证券
华创证券有限责任公司，简称华创证券，于2002年1月经中国证监会批准在贵州省贵阳市成立，是贵州省唯一的证券公司。在证监会公布的2016年证券公司分类结果中，华创证券被评为BBB级。
2019年11月5日太平洋證券第一大股東北京嘉裕投資有限公司與華創證券簽訂《股份轉讓意向性協議》，擬將其持有的不低於4億股公司股份（占公司總股本的5.8683%）轉讓給華創證券。本次股份轉讓后，太平洋證券第一大股東或將變更為華創證券。
2021年7月24日，中国证券监督管理委员会发布《2021年证券公司分类结果》，其中华创证券被评为A级，与2020年持平。